# سیگتچپ
سیگتچپ (به مجاری:  Szigetcsép) یک شهرداری در مجارستان است که در ناحیه راتس‌کوه واقع شده‌است. سیگتچپ ۱۸٫۲۰ کیلومتر مربع مساحت و ۲٬۳۵۸ نفر جمعیت دارد.